# 台湾钝头蛇
台湾钝头蛇（学名：Pareas formosensis）又名脊高蛇、阿里山鈍頭蛇。为游蛇科钝头蛇属的爬行动物，是台灣的特有物种。其种加词“formosensis”意为“台湾的”。

## 特徵
台灣鈍頭蛇為中、小型蛇類，身長最大約60公分。體色為黃橙色，身上混雜著黑色的小斑點，頭部後方的黑色「W」字型花紋，為辨認其最好的方法。

## 分佈
廣泛分布於臺灣本島平地至2000公尺之中低海拔山區。

## 習性
夜行性蛇類，卵生。常攀在路旁的樹林、蕨類植物上等候蝸牛、蛞蝓等軟體動物，再伺機捕捉。行動緩慢，受干擾時會擺出攻擊姿勢，但平時性情頗為溫馴。